# Kjetil Bang-Hansen
Kjetil Bang-Hansen (Oslo, 16 de mayo de 1940) es un actor, bailarín, productor de teatro y director de teatro noruego.

## Primeros años y vida personal
Bang-Hansen nació en Oslo, hijo del escritor Odd Bang-Hansen y la médica Elise Aas. Se casó con la bailarina y coreógrafa Inger Johanne Rütter en 1967. Es hermano del productor de cine y crítico de cine Pål Bang-Hansen.

## Carrera
Después del examen artium, Bang-Hansen estudió en la Academia Nacional de Teatro de Noruega de 1959 a 1962, y luego en la Universidad de Oslo y en teatros de Estocolmo y Londres. Debutó como actor en el Teatro de Televisión de la Corporación de Radiodifusión Noruega en 1961. Trabajó como actor y bailarín en el teatro de revista Edderkoppen de 1962 a 1963, y en el Oslo Nye Teater de 1963 a 1966. Su debut como instructor fue una adaptación de Two For The Seesaw de William Gibson en el Trøndelag Teater en 1967. Más tarde ese mismo año también puso en escena adaptaciones de The Dumb Waiter (Kjøkkenheisen) de Harold Pinter y La cantante calva (Den skallete sangerinnen) de Eugène Ionesco. Entre sus otras producciones se encuentran Espectros (Gengangere), Brand y Un enemigo del pueblo (En folkefiende) de Ibsen, Romeo y Julieta de Shakespeare y Maria Q de Cecilie Løveid.
Bang-Hansen fue parte del grupo que estableció el teatro regional para Møre og Romsdal, Teatret Vårt, en 1972. En este teatro produjo una adaptación de La comedia de las equivocaciones de Shakespeare en 1972, Ordet de Kaj Munk en 1973, y Kongsemnerne de Henrik Ibsen en 1974.
Fue director de la Academia Nacional de Teatro de Noruega de 1973 a 1976, y director del Rogaland Teater en Stavanger de 1976 a 1982. Durante su periodo en el Rogaland Teater, este teatro se convirtió en uno de los más importantes de Noruega. Su adaptación de la obra en verso Peer Gynt de Ibsen recibió muchos elogios, y también se presentó en el Festival Internacional de Teatro de Belgrado, lo que le otorgó reconocimiento internacional a Bang-Hansen. En el Rogaland Teater también produjo una adaptación teatral de la historia La historia de un caballo de Lev Tolstoj.
Fue director del Den Nationale Scene en Bergen de 1982 a 1986, donde una de sus producciones más importantes fue una adaptación de Las obras tebana de Sófocles. Fue director del Teatro Nacional en Oslo de 1986 a 1987, cuando tuvo que renunciar debido al fracaso económico. Fue director del Oslo Nye Teater de 1998 a 2001. Una selección de sus escritos sobre teatro fue publicada en su libro Trommer og sang (1987).
En 1983 fue galardonado con el Premio Fritt Ord. Recibió el Premio de la Crítica Noruega de Teatro en 1999/2000, y el Premio Hedda en 2003. Es miembro de la Academia Noruega de Lengua y Literatura.